# Ten Yard Fight
I Ten Yard Fight sono stati un gruppo hardcore punk statunitense, formatosi a Boston e appartenente alla scena hardcore locale.

## Storia
I Ten Yard Fight si sono formati nel 1995 con l'intenzione di dare nuova linfa al positive hardcore degli anni ottanta, ispirandosi a DYS, SSD e Minor Threat.
Insieme ad In My Eyes e Floorpunch, Ten Yard Fight hanno fatto parte del revival youth crew del 1997.
Dopo lo scioglimento il bassista, Brian "Clevo" Ristau, suonò negli Stop and Think, band anch'essa di Boston, mentre il cantante, Anthony "Wrench" Moreschi, divenne il frontman degli Stand & Fight.
L'ultimo concerto ufficiale dei Ten Yard Fight si svolse il 17 ottobre 1999 a Boston, tuttavia in seguito la band tenne altri concerti con solo una parte della formazione.

## Formazione
- Anthony Moreschi - voce
- John LaCroix - chitarra solista
- Timmy Cosar - chitarra ritmica
- Brian Ristau - basso
- Ben Chused - batteria

## Discografia

### Album in studio
- 1997 - Back on Track

### EP
- 1995 - Demo 1995
- 1995 - Hardcore Pride
- 1997 - The Bout Of The Century split con Fastbreak
- 1999 - The Only Way
- Hardcore Pride Promo

### Video
- 1999 - The Only Way